# Althoff (Zirkus)
Die Zirkusfamilie Althoff ist eine der ältesten und größten Artisten- und Zirkusdynastien der Welt. Ihr Ursprung lässt sich bis in das Jahr 1660 zurückverfolgen. Die Dynastie teilte sich in mehr als 70 Unternehmen, bis heute reisen mehrere Zirkusse unter dem Namen „Althoff“.

## Geschichte

### Ursprung
Der Ursprung der Zirkusdynastie Althoff liegt in dem Ort Freialdenhoven im heutigen Nordrhein-Westfalen. Der Legende nach wurde hier im Jahr 1660 ein Findelkind aufgefunden. Da dessen Eltern nicht bekannt waren, wurde der Junge nach dem Ort des Auffindens „Michael Aldenhoven“ genannt. Später gründete er hier den ersten Zirkus Althoff. Die Familienmitglieder zogen als Gaukler, Schauspieler, Akrobaten und Dresseure über die Marktplätze der Dörfer und Städte. Trotzdem behielt die Familie ihr Anwesen in Freialdenhoven und hatte dort in der nach ihnen benannten „Althoffstraße“ auch bis zum Zweiten Weltkrieg ihr Winterquartier.

### Namenswandlung
War die Familie in den ersten Jahren noch unter dem Namen „von Aldenhoven“ bekannt, so wandelte sich der Name im Laufe der Zeit in das kürzere „Althoff“. Seit 1770 wurden auch die Eintragungen in den Chroniken des Ortes Freialdenhoven unter diesem Namen vorgenommen.

### Expansionsphase
Zu Zeiten Napoleons erhielten die Kunstreiter und Seiltänzer Althoffs ein Zertifikat des Kaisers, das ihnen das Recht gab, auch in Frankreich aufzutreten. Nachdem sich um die Jahrhundertwende 1799/1800 von England aus der heute bekannte Reise-Zelt-Zirkus etablierte, galten die Althoffs als Pioniere im deutschsprachigen Raum.

### Besonderheiten
- Franz-Althoff-Bau: Im Zoo Frankfurt wurde in den Nachkriegsjahren ein Zirkus durch Oskar Hoppe betrieben, der mit seinen Einnahmen zum Wiederaufbau des Zoos beitrug. Hoppe beabsichtigte, einen festen Betonbau zu errichten, was dem damaligen Zoodirektor Bernhard Grzimek missfiel. Er befürchtete, dass das Gelände später dem Betrieb des im Aufbau befindlichen Zoos nicht wieder zur Verfügung stehen würde. Bei den Frankfurter Stadtverordneten setzte sich Grzimek daher mit einem anderen Vorschlag durch: Zirkusdirektor Franz Althoff errichtete einen größeren, aber transportablen Holzbau mit Stahlskelett für über 3000 Besucher. In diesem wurde im Winter 1947/48 der Spielbetrieb aufgenommen. Es fanden Operetten- und Theateraufführungen, Konzerte, und Ballettabende sowie Tanz-, Rundfunk- und Sportveranstaltungen als auch Gottesdienste und politische Kundgebungen statt. Bis zum endgültigen Abbau im Jahre 1956 wurde der Veranstaltungsort aber nie für eine Zirkusvorführung genutzt.[1][2] Zwischendurch stand der Bau beispielsweise in Stuttgart (1949). 1951 fanden dort in Frankfurt ein großes Jazzfestival und 1953 ein Konzert von Louis Armstrong statt.[3] 1956 wurde der Bau nach Leipzig verkauft und vom dort ansässigen Zirkus Aeros weiter genutzt.

- Elefant Tuffi: Am 21. Juli 1950 ließ Zirkus Althoff seinen halbwüchsigen Elefanten Tuffi zu Werbezwecken mit der Wuppertaler Schwebebahn fahren. Bereits nach wenigen Metern Fahrt brach das nervös gewordene Tier durch eine Seitenwand des Zuges aus und landete kaum verletzt in der Wupper. Souvenirs mit Tuffi-Motiven sind bis heute in Wuppertal erhältlich.

## Familie
Durch die lange Zirkustradition und die im Laufe der Zeit entstandene Verwandtschaft mit vielen anderen Zirkusfamilien Europas ist die Personenzahl fast unüberschaubar geworden. Aus den rund 28 renommierten Zirkusfamilien gingen im Laufe der Zeit 72 Zirkusunternehmen mit dem Namen Althoff hervor. Dabei tragen oder trugen oftmals mehrere unterschiedliche Circusse denselben Namen. Auch tragen viele Familienmitglieder gleiche Vornamen, so dass eine Unterscheidung oftmals schwierig ist.
Ausgehend von der Urstammlinie (UR), den Freialdenhovenern, teilt sich die Familie zunächst in drei Hauptlinien. Dies sind die Celler Linie (CE), die Märkische Linie (MÄ) sowie die Rheinische Linie (RH). Mittlerweile wird letztere, die Rheinische Linie, weiter unterteilt in die Badener Line (BA), die Münsteraner Linie (MÜ) und die Pfälzer Linie (PF). Neben diesen verwandtschaftlichen Hauptlinien gibt es auch noch eine so genannte Pseudolinie Althoff (PS). Inwieweit ein Verwandtschaftsverhältnis mit den anderen Linien besteht, ist strittig. Bis 1940 trugen sie den Namen Altorff, konnten sich aber laut einem Gerichtsbeschluss ab 1940 Althoff nennen.

### Urstammlinie
Die Urstammlinie geht auf den Urahn der Familie Michael zurück. Urkunden zu dieser Person sind nicht vorhanden und seine Existenz wurde durch mündliche Überlieferungen übertragen. Der erste der Dynastie, über den Dokumente Auskunft geben, ist der Sohn Michaels, der 1691 geborene Johannes (alias Pierre). Bis Mitte des 18. Jahrhunderts trat man unter dem Namen Aldenhoven auf. Dann änderte man den Namen zunächst in Althof und schließlich in Althoff.
| Circus               | Gründung |  | Gründer            | Geboren | Gestorben |
| -------------------- | -------- |  | ------------------ | ------- | --------- |
| Arena Althoff        | ?        |  | Jakobus Althoff    | 1732    | 1836      |
| Circus W. A. Althoff | ?        |  | Wilhelm A. Althoff | 1807    | ?         |
| Hochseiltruppe       | ?        |  | August Althoff     | 1815    | 1878      |
| Reitgesellschaft     | ?        |  | Ferdinand Althoff  | 1815    | 1888      |

Als Begründer der verschiedenen heutigen Linien können die drei Söhne von Jakobus Althoff gesehen werden. Wilhelm A. begründete die Rheinische Linien, August die Celler Linie und Ferdinand die Märkische Linie.

### Celler Linie
Die Celler Linie ist die kleinste der verschiedenen Althoff-Linien. Zwischen 1815 und 1950 brachte diese Linie nur zwei Circusse hervor.
| Circus            | Gründung |  | Direktion       | Geboren | Gestorben |
| ----------------- | -------- |  | --------------- | ------- | --------- |
| Circus W. Althoff | ?        |  | Wilhelm Althoff | 1815    | 1878      |
| Circus A. Althoff | ~1900    |  | August Althoff  | 1875    | 1950      |

### Märkische Linie
In der Märkischen Linie bestanden nur fünf Circusse die den Namen Althoff trugen. Dafür haben aber viele Mitglieder dieser Linie engen Kontakt zu anderen Circusfamilien. So war Henriette Althoff (* 1868) mit Carl Probst verheiratet und leitete mit ihrem Mann den Circus, bevor ihr Sohn diesen übernahm. Ihr Sohn Ernst (1905–1980) leitete den 1945 gegründeten Circus Sarani. Weitere Kontakte bestehen zum Circus Roberti, Circus Westfalia, Circus Weisheit, Circus Mark, Circus Beine sowie zur Arena Beine.
| Circus                        | Gründung |  | Direktion                  | Geboren | Gestorben |
| ----------------------------- | -------- |  | -------------------------- | ------- | --------- |
| Circus J. Althoff             | ~1865    |  | Johann Althoff             | 1840    | 1908      |
| Circus A. Althoff             | 1870     |  | Anton Althoff              | 1842    | 1898      |
| Circus L. Althoff (Hippodrom) | 1870     |  | Lisette Althoff ⚭ N. Reuss | 1844    | 1873      |
| Circus M. Althoff             | ?        |  | Marie Althoff ⚭ Sabletzki  | 1847    | 1924      |
| Erster Kinocircus             | 1903     |  | Ferdinand Althoff          | 1871    | 1945      |

### Rheinische Linie
Aufgrund der weit reichenden Verzweigung der Rheinischen Linie wird diese zum Teil in drei weitere Linien (Badener, Münsteraner und Pfälzer) unterteilt. Die Mitglieder der Rheinischen Stammlinie haben verwandtschaftlichen Kontakt zum Circus Barley, Circus Williams, Circus Helena, Circus Apollo und zum Circus Alberto.
| Circus                                 | Gründung |  | Direktion                    | Geboren | Gestorben |
| -------------------------------------- | -------- |  | ---------------------------- | ------- | --------- |
| Circus A. Althoff                      | 1881     |  | Adolf Althoff                | 1852    | 1912      |
| Circus D. Althoff                      | 1905     |  | Dominik Althoff              | 1882    | 1974      |
| Circus Jack Althoff                    | ?        |  | August Althoff               | 1888    | 1939      |
| Hippodrom Ackermann                    | 1921     |  | Klara Althoff ⚭ F. Ackermann | 1892    | 1975      |
| Circus Franz Althoff “Rennbahn-Circus” | 1937     |  | Franz Althoff                | 1908    | 1987      |
| Circus Adolf Althoff                   | 1939     |  | Adolf Althoff                | 1913    | 1998      |
| Circus Williams                        | 1945     |  | Carola Williams              | 1903    | 1987      |
| Circus Williams-Althoff                | 1976     |  | Franz Althoff “Kisten-Franz” | 1943    |           |
| Pferdepalast                           | 1996     |  | Franz Althoff “Kisten-Franz” | 1943    |           |

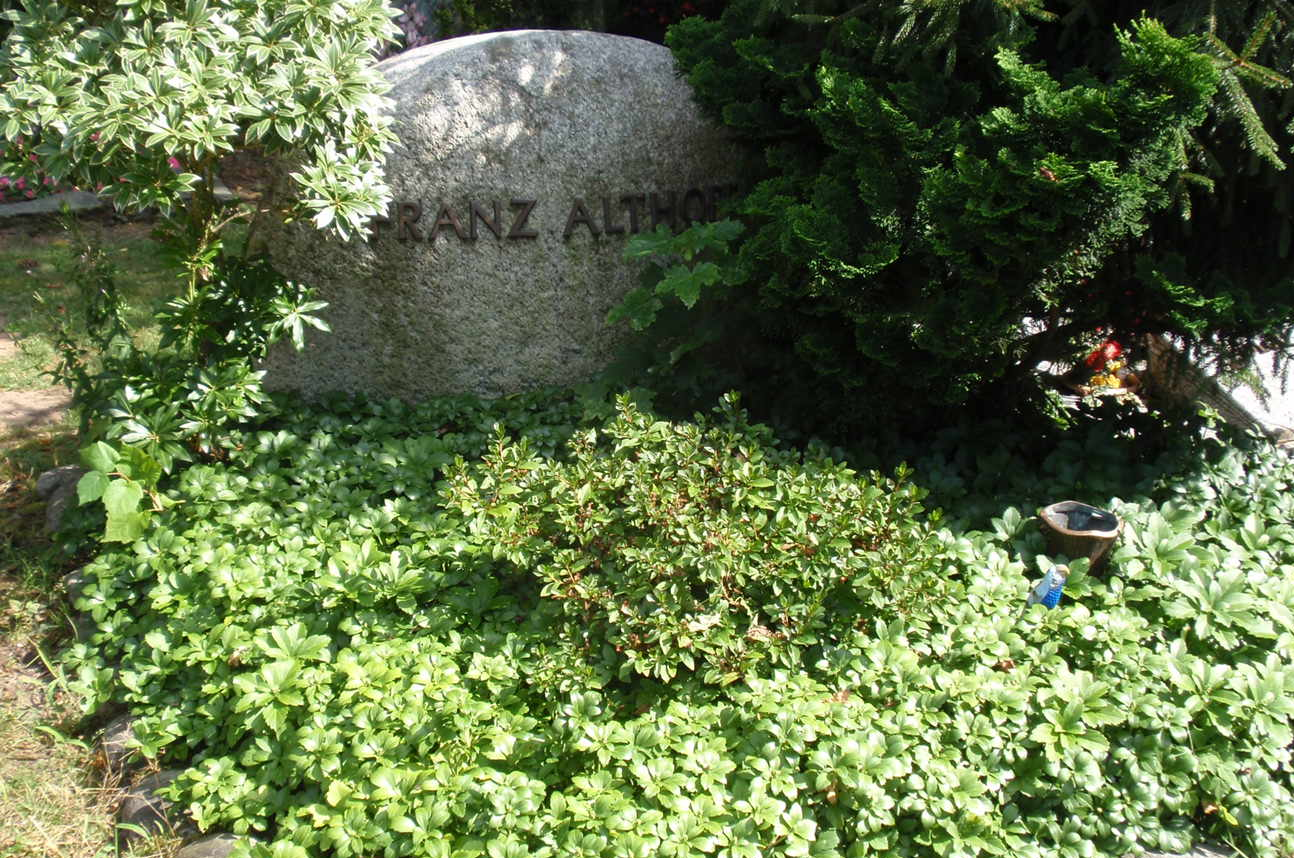
Grab von Franz Althoff

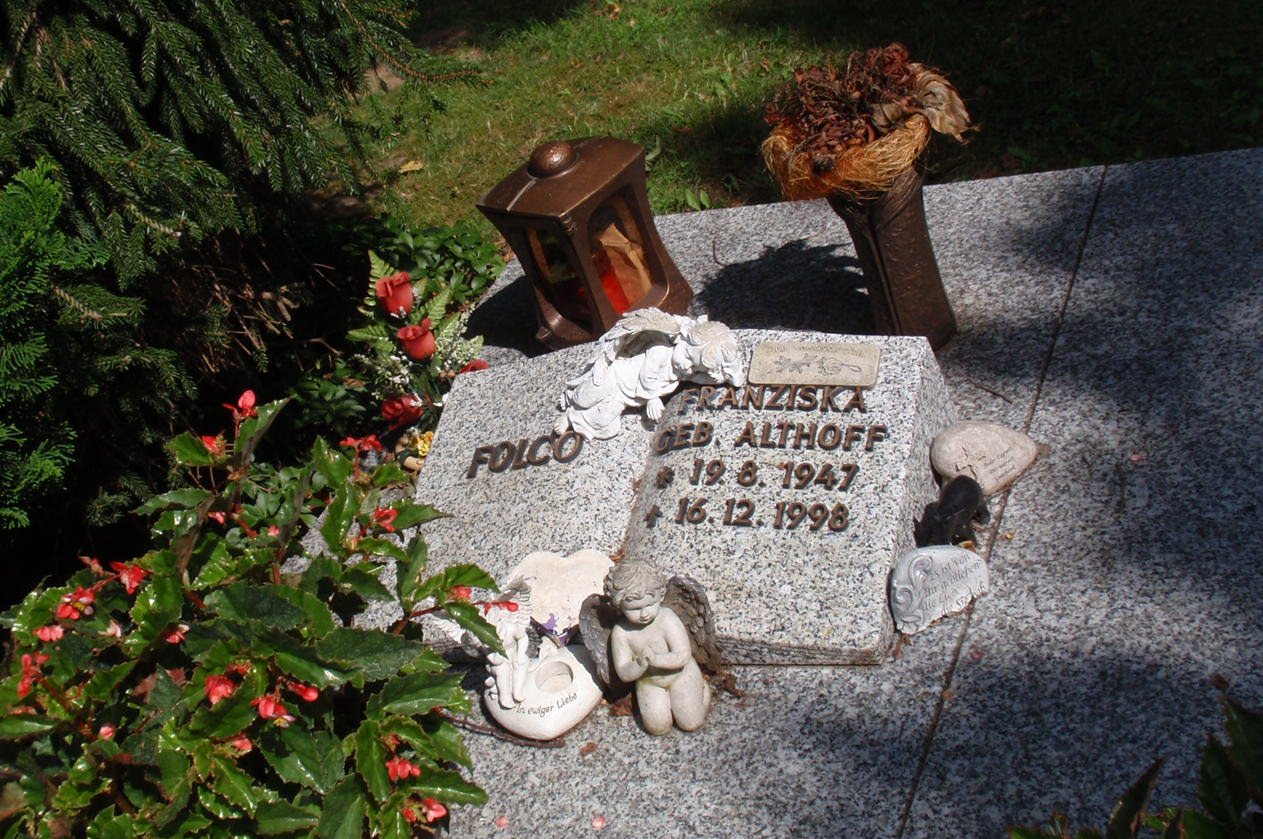
Grab von Franziska Folco geb. Althoff

Zum wichtigsten Zweig der Rheinischen Linie gehört die Familie um Dominik Althoff inkl. seiner acht Kinder. Mit dem „Rennbahn-Circus“ gehörte einer der bekanntesten Zirkusse zu dieser Linie. Bedeutende Vertreter der Rheinischen Linie sind:
- Dominik Althoff (* 1882; † 1974): Vater von Carola (* 1903; † 1987), Sabine, Helene, Franz, Henriette, Minna, Jeannette, Adolf Althoff, Norbert Dominik und Margarete.

- Carola Williams (* 1903; † 1987): Carola Williams, geb. Althoff, war das älteste Kind von Dominik Althoff. 1931 heiratete sie den Artisten Harry Barlay und gründete ihr erstes eigenes Unternehmen, den Circus Barlay. Ab 1936 leiteten sie zusammen mit ihrem Bruder Franz das elterliche Unternehmen bis in den Zweiten Weltkrieg hinein. Im Jahre 1941 heiratete sie den Jockey und Tierlehrer Harry Williams; das Paar bekam drei gemeinsame Kinder, Jeanette, Emanuela (1945–1947) und Alfons. Nach dem Tod ihres Mannes im Jahre 1950 leitete sie bis 1968 den Circus Williams. Sie starb 1987 in Köln.

- Franz Althoff (* 1908; † 1987)[4]: Franz Althoff, Bruder von Adolf Althoff, betrieb den bekannten „Rennbahn-Circus“ Franz Althoff. Franz und sein Sohn Harry (* 1938) waren 1950 bei dem berühmten Unfall mit dem Elefanten Tuffi anwesend. Franz Althoff ist zudem der Vater von Franziska Althoff (* 1948). Der „Rennbahn-Circus“ und seine besondere Bauweise wurden 1964 in dem US-Spielfilm Zirkuswelt mit John Wayne, Claudia Cardinale und Rita Hayworth verewigt.

- Adolf Althoff (* 1913; † 1998): Geboren wurde Adolf Althoff während einer Zirkusvorstellung im Wohnwagen als zweitjüngstes von acht Kindern. Er war Artist, Dompteur und übernahm mit 22 Jahren bereits den Zirkus seines Vaters. Für die Rettung der jüdischen Artistenfamilie um Irene Danner (* 1922) – einschließlich Mutter Alice Danner, geb. Lorch (1902–1994)[5] – während der Zeit des Nationalsozialismus wurde ihm und seiner Frau Maria im Jahr 1995 der Ehrentitel Gerechter unter den Völkern verliehen. Adolf Althoff hatte eine Tochter Helene (* 1946) und einen Sohn Franz (* 1943). Letzterer betrieb den Circus Williams-Althoff.

- Franz Althoff jr. (Kisten Franz) (* 1943): Franz Althoff jr., Sohn von Adolf Althoff, gründete den Zirkus Williams-Althoff und leitete diesen bis zu dessen Verkauf 1996. Danach startete er das Projekt „Pferdepalast“ (Tourneen: „Zauberwald“, „Goa“), ein Musicaltheater mit Pferden. Zirkusdirektor Franz Althoff wurde 1994 und 2004 wegen Steuerhinterziehung verurteilt.[6]

- Circus Althoff-Williams (1970–1996): Franz Althoff jr., arbeitete auch als Moskauer Staatszirkus , reiste später als Pferdepalast, bzw. Zauberwald

#### Badener Linie
| Circus                 | Gründung |  | Direktion       | Geboren | Gestorben |
| ---------------------- | -------- |  | --------------- | ------- | --------- |
| Circus J. Althoff      | ~1850    |  | Jakob Althoff   | 1836    | 1889      |
| Circus Harry Althoff   | 1900     |  | Harry Althoff   | 1873    | 1960      |
| Circus Stephan Althoff | 1910     |  | Stephan Althoff | 1890    | ?         |

#### Münsteraner Linie

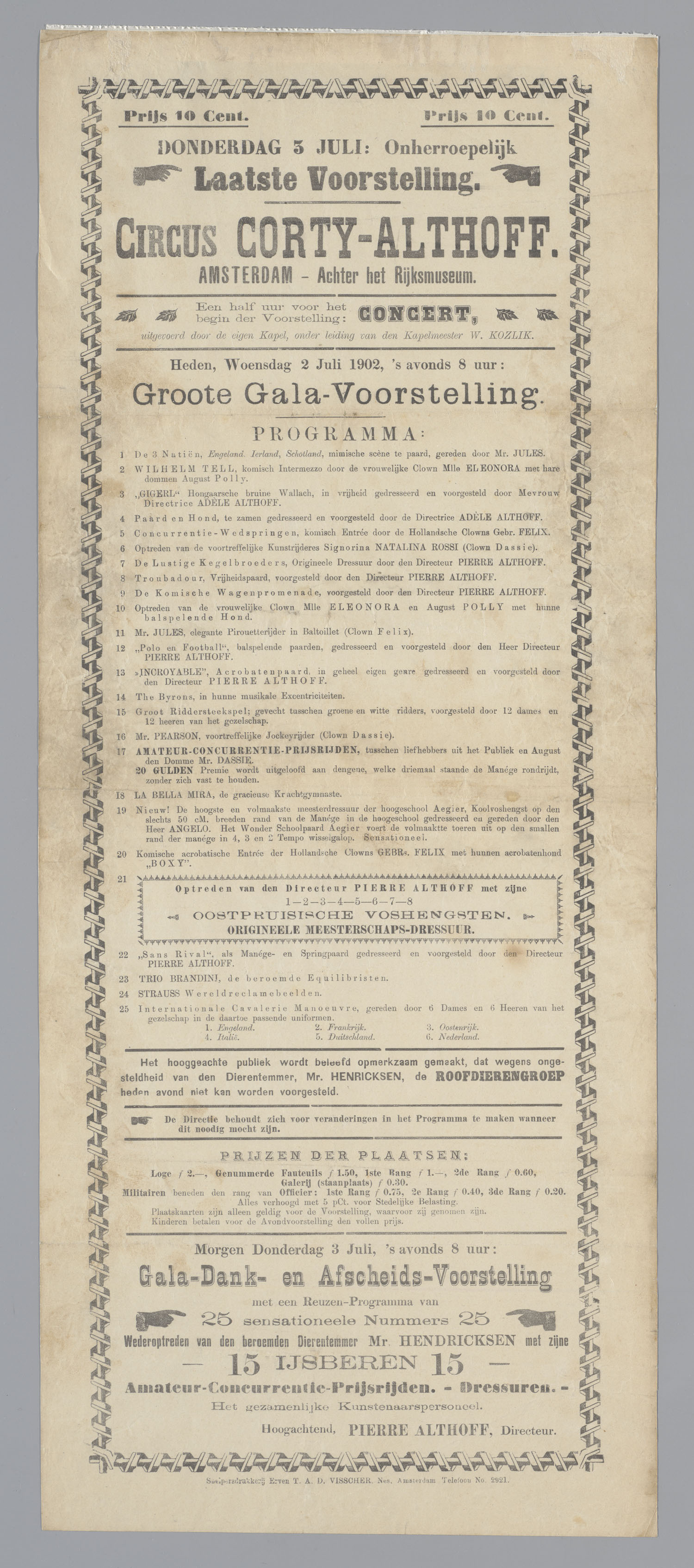
Programm Circus Corty-Althoff in Amsterdam, 1902

Die Münsteraner Linie handelt hauptsächlich von der Geschichte des Circus Corty & Althoff, der über drei Generationen von den Althoffs geleitet wurde. Gegründet wurde der Circus als Kooperation zwischen Pierre Corty und dem Circus Corty auf der einen Seite sowie Dominikus Althoff auf der anderen Seite. Dominikus heiratete Adele Corty.
| Circus                 | Gründung |  | Direktion                             | Geboren | Gestorben |
| ---------------------- | -------- |  | ------------------------------------- | ------- | --------- |
| Circus Corty & Althoff | 1853     |  | Dominikus Althoff & Pierre Corty      | 1841    | 1887      |
|                        |          |  | Pierre Althoff                        | 1869    | 1924      |
|                        |          |  | Adele Althoff ⚭ Harry Williams        | 1870    | 1887      |
| Circus Hermann Althoff |          |  | Helene Althoff ⚭ Hermann Althoff (PF) | 1879    | 1938      |

### Pfälzer Linie

#### Circus W. Althoff Pfälzer Linie
| Circus                      | Gründung |  | Direktion                             | Geboren | Gestorben |
| --------------------------- | -------- |  | ------------------------------------- | ------- | --------- |
| Circus W. Althoff           | 1854     |  | Anton-Wilhelm Althoff                 | 1830    | 1892      |
|                             | 1890     |  | Wilhelm Althoff                       | 1853    | 1934      |
|                             | 1927     |  | Willi Althoff                         | 1877    | 1932      |
| Circus Jean-Baptist Althoff | 1882     |  | Johann Carl Althoff                   | 1861    | 1887      |
| Circus Althoff-Foureaux     |          |  | Katharine Althoff ⚭ Adalbert Foureaux | 1863    | 1943      |
| Circus Althoff-Kuhlen       | 1885     |  | Katharine Althoff ⚭ August Kuhlen     | 1863    | 1943      |
| Circus Pierre Althoff       | 1897     |  | Peter Althoff                         | 1866    | 1924      |
| Circus Jack Althoff         | 1895     |  | Jakob Althoff                         | 1870    | ?         |
| Circus H. Althoff           | 1899     |  | Heinrich Althoff                      | 1872    | 1915      |
| Circus Hermann Althoff      | 1910     |  | Hermann Althoff ⚭ Helene Althoff (MÜ) | 1877    | 1929      |

### „Osnabrücker Linie“, hervorgegangen aus der märkischen Linie
| Circus                          | Gründung |  | Direktion                             | Geboren | Gestorben |
| ------------------------------- | -------- |  | ------------------------------------- | ------- | --------- |
| Circus der Nationen             | 1966     |  | Rudolf Althoff                        | 1909    | 1976      |
| Circus Carl Althoff             | 1938     |  | August Berno Carl Althoff             | 1912    | 1994      |
| Circus Carl Althoff & Carl Bush | 1955     |  | August Berno Carl Althoff Carl Bush   | 1912    | 1994      |
| Österreichischer Nationalzirkus | 1973     |  | Friederike Althoff (Elfi Althoff)     | 1914    | 1995      |
| Circus Ploetz Althoff           | 1947     |  | Friederike Althoff ⚭ Karl Ploetz (PF) | 1914    | 1995      |
| Circus Gebrüder Althoff         | 1972     |  | Giovanni Althoff Corty Althoff        |         |           |
| Circus Corty Althoff            | 1978     |  | Corty Althoff                         | 1938    |           |
| Circus Giovanni Althoff         | 1980     |  | Giovanni Althoff                      | 1937    |           |

Bekannte Familienmitglieder:

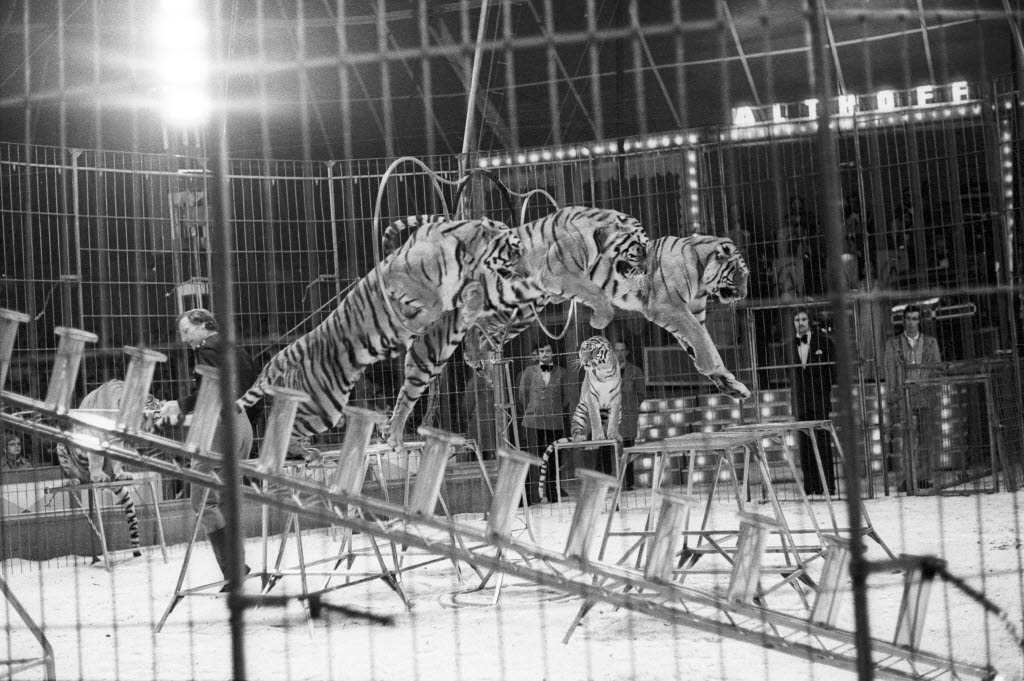
Zirkus Carl Althoff, 1976

- Carl Althoff (13. März 1912 bis 12. Mai 1994[7]): Geboren wurde Carl Althoff im Wohnwagen und arbeitete schon als Kind in der Manege. Während des Zweiten Weltkrieges übernahm er den Zirkus von seinem Vater und baute diesen über die Jahre bis zum drittgrößten Zirkus der Welt aus. Carl Althoff arbeitete als klassischer Zirkusdirektor und leitete den Zirkus bis 1981. Carl Althoff hatte zwei Söhne, Giovanni und Corty Althoff und eine Tochter, Patricia-Dorota Althoff.[8]

- Elfi Althoff-Jacobi (1914 – 1995): Elfi Althoff-Jacobi, Schwester von Rudi und Carl Althoff, leitete den Österreichischen Nationalzirkus „Circus Althoff-Jacoby“ bis 1993. Ihr wurde am 31. März 1994 in Baden zu ihrem 80. Geburtstag die „Ernst-Renz-Plakette“ verliehen.

Bekannte Circusunternehmen:
- Circus Carl Althoff: Im Zweiten Weltkrieg übernahm Carl Althoff den Zirkus von seinem Vater. Den Krieg überstand der Zirkus weitgehend unbeschadet und entging auch der Entnazifizierung. Damit konnte er als erster Nachkriegszirkus seine Zelte wieder öffnen. Schnell expandierte der Zirkus und avancierte mit mehr als 400 Menschen und 250 Tieren zum drittgrößten Zirkus der Welt. Als erster westlicher Zirkus erhielt er in den 1970ern die Genehmigung, im damals sozialistischen Polen zu gastieren.[8] Zeitweise trat der Zirkus unter dem Namen „Californischer National Circus“ auf.

## Keine Althoffs
| Circus                         | Gründung |  | Direktion                     | Geboren | Gestorben |
| ------------------------------ | -------- |  | ----------------------------- | ------- | --------- |
| Circus Rene & Patrizia Althoff |          |  | Rene Althoff Patrizia Althoff | 1975    | ?         |

Franz-Richard Althoff, RH-Linie (* 1930; † 2002): Selbst ohne eigenes Unternehmen und kinderlos geblieben, adoptierte er Rene und Patrizia Fischer, die heute den Circus Rene und Patrizia Althoff betreiben. Die Adoption erfolgte lediglich aus geschäftlichen Gründen, des Namens wegen.
Circusunternehmen, deren Zuordnung innerhalb der Althoffschen Stammlinien unbekannt ist:
- Circus „Kasja en Alberto Althoff“ (niederländischer Zirkus)
- Circus Geschwister Althoff (1936–1939): Adolf und Helene Althoff
- Circus Helene Althoff (* 1939): Helene Althoff (RH) 1907–1997; verheiratet in zweiter Ehe mit Oskar Hoppe. Gründete 1939 den Circus Helene Hoppe. Sie war die Tochter von Dominik Althoff (RH; 1883–1974); in der dritten Ehe mit Hans Kossmayer, sie hatten in den 1950ern den Circus Apollo.

Familienmitglieder der Althoffschen Dynastie betrieben nicht nur Zirkusse, die den Namen Althoff trugen, sondern wählten oft andere Namen, übernahmen oder leiteten andere große Zirkusunternehmen bzw. heirateten auch in andere Zirkusdynastien ein. Viele Althoffs waren zudem lediglich als Artisten tätig, ohne einen eigenen Zirkus gegründet oder geleitet zu haben. Daher reichen die familiären Verbindungen weiter als über die Namensvettern. Es bestehen verwandtschaftliche Beziehungen zu nachfolgend aufgeführten Zirkusfamilien:
• Althoff, Daris (* 08/2004 in Köln), Sohn von Viviana Francesca und Michael Althoff
• Althoff, Michael (* 19xx in ?), ⚭ Viviana Francesca Althoff
- Althoff, Viviana Francesca (* 24. August 1973 in England), Tochter von Franz und Nadia Althoff
- Althoff, Nadia (geb. Brizio, * 23. April 1944 in Novara; † 2022), ⚭ Franz Peter Althoff
- Althoff, Franz Peter (* 9. August 1944 in Eickelborn; † 2022), Sohn von Adolf Althoff und Johanna Althoff (geb. Frentz)
- Ackermann; Klara Althoff (RH; * 1892; † 1981), ⚭ F. Ackermann; Hippodrom Ackermann, Circus Alberto
- Bach, Beate, (PF; * 1962) Künstlerin, Urenkelin von Katharina Althoff und Adalbert Foureaux
- Barley; Carola Althoff (RH; * 1903; † 1987), in erster Ehe ⚭ H. Barley; Circus Barley
- Beine; Johanna Althoff (MÄ; * 1852, † ?), ⚭ Hermann Beine; Arena Beine, Circus Beine
- Botschen; Maria Botschen (geb. Weiss), Cousine von S. Althoff
- Brumbach; Lulu Althoff (PF & MÜ; * 1905; † 1953), ⚭ Gustav Brumbach; Circus Bavaria
- Bügler
- Corty; Adele Corty (* 1840; † 1909), ⚭ Dominikus Althoff (* 1841; † 1887); Circus Corty, Circus Corty & Althoff
- Dejean; Louise Dejean, ⚭ Pierre Corty, Eltern von Adele Althoff (geb. Corty); Französischer Staatscircus, Circus Corty & Althoff
- Edwards; Philippina Althoff (PF; * 1894; † 1980), ⚭ Bruno Edwards; Circus Edwards
- Foureaux; Katharina Althoff (PF; * 1863; † 1943), in erster Ehe ⚭ Adalb. Foureaux (* 21. Juni 1858; † 11. Februar 1890); Töchter aus dieser Ehe: Anna (* 6. September 1888) und Philippine (* 4. Juli 1890) Foureaux, Circus Althoff-Foureaux, Circus Foureaux
- Grasmück; Philippina Althoff (geb. Grasmück), ⚭ Anton Wilhelm Althoff (* 1830; † 1892)
- Hendricks
- Holzmüller
- Hoppe; Helene Althoff (RH; * 1907, † ?), in zweiter Ehe ⚭ Oskar Hoppe; Circus Helena
- Kaiser
- Kuhlen; Katharina Althoff (PF; * 1863; † 1943), in zweiter Ehe ⚭ August Kuhlen; Circus Althoff-Kuhlen
- Lorch; Alphonse Althoff (MÜ; * 1873; † 1916), in zweiter Ehe ⚭ Rosa Lorch (* 1876; † 1959)
- Mark; Henriette Althoff (MÄ; * 1846, † ?), ⚭ Rudolf Mark; Circus Mark
- Nock
- Probst; Henriette Althoff (MÄ; * 1868, † ?), ⚭ Carl Probst; Circus Probst, Circus Sarani
- Renz
- Röber; Minna Althoff (MÄ; * 1843, † ?), ⚭ Robert Röber; Circus Roberti
- Rossi; Pierre Althoff (MÜ; * 1869; † 1924), ⚭ Adele Rossi; Circus Corty & Althoff
- Sonnier; Sabine Althoff geb. Sonnier
- Sperlich
- Spindler
- Scholl
- Stey
- von der Gathen (Maria von der Gathen, Frau von Adolf Althoff)
- Weisheit; Hildegard Probst (Tochter von Henriette und Carl Probst), ⚭ K. Weisheit
- Weiss
- Weitzmann
- Williams; Carola Althoff (RH; * 1903; † 1987), in zweiter Ehe ⚭ H. Williams; Circus Williams
- Winter; Karl Althoff (MÄ; * 1886; † 1970), ⚭ I. Winter; Circus Westfalia

## Film
- Die Althoffs – Ein Leben für den Zirkus. Fernseh-Dokumentation, Deutschland, 2010, 45 Min., Buch und Regie: Jobst Knigge, Produktion: WDR, Reihe: Dynastien in NRW, Erstausstrahlung: 7. Mai 2010